# Mścisławscy (ród)
Mścisławscy – ród kniaziowski (książęcy) pochodzenia litewskiego, który wziął swoje nazwisko od Mścisławia (obecnie na terytorium Białorusi przy granicy z Rosją), wchodzącego niegdyś w skład Księstwa Smoleńskiego, będący gałęzią dynastii Giedyminowiczów.
Bezpośrednim przodkiem kniaziów Mścisławskich był Lingwen Siemion Olgierdowicz (zm. w 1431), syn wielkiego księcia litewskiego Olgierda i wnuk Giedymina, a zarazem rodzony brat króla Władysława Jagiełły – władca Mścisławia, który został mu przydzielony po śmierci brata Korygiełło Kazimierza w 1390. Jego obie żony były księżniczkami moskiewskimi.
Ród wygasł w linii męskiej między 1486 a 1489 rokiem na wnuku Lingwena Siemiona – kniaziu Iwanie Jurjewiczu, który zostawił dwie córki: Anastazję zamężną z kniaziem Semenem Słuckim oraz Juliannę zamężną z kniaziem Michałem Zasławskim, który otrzymał Mściasław od króla, przyjmując jednocześnie nazwisko Mścisławski i dając początek rodzinie Zasławskich-Mścisławskich.